# Raduha
Raduha est un sommet des Alpes culminant à 2 062 mètres d'altitude. C'est le sommet de plus de 2 000 m le plus à l'est des Alpes kamniques, en Slovénie.
La Savinja sépare le massif de la Raduha de la chaîne centrale. L'alignement sommital descend vers le nord-est, formé des sommets Velika Raduha (2 062 m), Srednja Raduha (2 029 m), Mala Raduha (2 022 m), Durce (1 905 m), Lanež (1 925 m) et Jelovec (1 845 m). Les versants sud-est sont essentiellement boisés et les versants nord et nord-ouest sont escarpés, offrant un foisonnement de parois verticales. Sur le flanc sud-ouest se trouve Snežna jama, une profonde grotte ornée de formations de glace et d'accès touristique.